# Lutzomyia oligodonta
Lutzomyia oligodonta är en tvåvingeart som beskrevs av Young D. G., Pérez J. E., Romero G. 1985. Lutzomyia oligodonta ingår i släktet Lutzomyia och familjen fjärilsmyggor.
Artens utbredningsområde är Peru. Inga underarter finns listade i Catalogue of Life.